# Álvaro López Miera
Álvaro López Miera é um líder militar e político cubano. General de corpo de exército, atua como Ministro das Forças Armadas Revolucionárias de Cuba (FAR) desde 15 de abril de 2021.
López Miera é um veterano das lutas de guerrilha em Cuba e das guerra em África, na Etiópia e em Angola, e o general mais graduado das FAR. Ao longo dos anos, desenvolveu um vínculo estreito com a família de Raúl Castro e Vilma Espín. Considerado um militar capaz, ideologicamente, López Miera é um linha dura marxista-leninista com uma visão cultural estreita.
O governo dos EUA, com base na Lei Global Magnitsky de Direitos Humanos, sancionou o General López Miera em conexão com a repressão brutal do protesto pacífico contra o PC Cubano que começou em 11 de julho de 2021.

## Carreira militar
Nasceu na cidade de Havana em 26 de dezembro de 1943 em uma família de espanhóis republicanos marxistas exilados que escaparam da Guerra Civil Espanhola. Mais tarde mudou-se para a cidade de Santiago de Cuba, onde passou parte da infância e frequentou a escola primária.
Ainda criança colaborou com o Movimento 26 de Julho, ingressando com apenas 14 anos nas Forças da II Frente Oriental “Frank País” como combatente durante a Revolução Cubana. Após a revolução, serviu nas primeiras unidades de artilharia. Na década de 70, serviu na Guerra Civil Angolana, participando em acções combativas em Catofe, Morros del Tongo, Santa Comba, Altohama, Tchipipa, Nova Lisboa, Catata, Caconda, Sá da Bandeira e Cahama. Ao retornar, foi nomeado Chefe de Operações da Brigada de Artilharia de Reserva do Alto Comando.
Em 1977 completou sua segunda missão no Derg da República da Etiópia durante a Guerra do Ogaden. Ele participou em combates a sul de Harar Cherificale Fedis, a norte de Dire - Dawa Harewa - Melo, Harewa - Melo, Arabi - Lewinaje, Jijiga - a sul do Ogaden. De 1982 a 1984, estudou na Academia do Estado-Maior Geral "Voroshilov" da URSS, ao final do qual começou a trabalhar como Chefe das Tropas Gerais, como Chefe da Divisão de Infantaria e da Brigada de Tanques. Em 1987, regressou à República Popular de Angola, para cumprir a sua terceira missão internacionalista, desta vez como Chefe das Tropas Gerais, Chefe da Secção de Operações da missão militar, Chefe do Grupo Cubano em Cuito Cuanavale e Chefe da 30ª Brigada de Tanques. Ao retornar a Cuba, foi nomeado Chefe do Estado-Maior Substituto do Chefe do Exército do Leste até 1993, quando foi promovido a Vice-Chefe do Estado-Maior Geral. Em 1997, substituiu o General Ulises Rosales del Toro como Chefe do Estado-Maior Geral. Em 2001 foi promovido ao posto de General de Corpo de Exército. Em 15 de abril de 2021, Álvaro López Miera tornou-se Ministro das FAR, em substituição a Leopoldo Cintra Frías.
Em junho de 2023, o General López Miera viajou à Rússia para discutir projetos militares conjuntos. Durante sua visita a Moscou, onde o general cubano foi recebido com honras militares pelo seu contraparte russo, o General Sergei Shoigu; o qual afirmou que "Cuba foi e segue sendo o aliado mais importante da Rússia na região". No mesmo mês, López Miera viajara para o Vietnã, sendo recebido em Hanói pelo General Phan Van Giang, o Ministro da Defesa vietnamita. Em 22 de junho foi assinado um acordo bilateral, enquando os dois países celebraram o 60º aniversário de fundação do Comitê Cubano de Solidariedade com o Sul do Vietnã (setembro de 1963), antecessor da atual Associação de Amizade Cuba - Vietnã, e o 50º aniversário da primeira visita do líder cubano Fidel Castro à província de Quang Tri (setembro de 1973) quando esta se encontrava ocupada pelo Exército Popular Vietnamita durante a Ofensiva de Páscoa na Guerra do Vietnã. No final das conversações, o General Phan Van Giang e o General Álvaro López Miera assinaram o plano de cooperação para o período 2023-2025. A viagem de visitação de López Miera terminou com a visita à Bielo-Rússia.

## Outras informações
É membro fundador do Partido Comunista de Cuba, sendo delegado do II Congresso ao VII, membro do Comité Central do PCC em 1980 e nomeado ao Politburo do Partido Comunista de Cuba em 1997. É Deputado à Assembleia Nacional do Poder Popular. Em 15 de abril de 2021, foi promovido ao cargo de Ministro das FAR. Foi condecorado em Moscovo pela União Russa de Veteranos de Angola.
Em 22 de julho de 2021, López Miera foi adicionado à lista de sanções OFAC dos Estados Unidos pela repressão violenta aos protestos pró-democráticos ocorridos em Cuba a partir de 11 julho de 2021. No verão de 2023, o General Álvaro López Miera, Ministro do MINFAR, e o Ministro do MININT, General Lázaro Alberto Álvarez Casas, tornaram-se as principais autoridades em Cuba - com a contribuição do semi-reformado General Raul Castro. O Gen. López Vieira é um comunista de linha dura, com devoção à preservação do legado revolucionário de Fidel Castro.